# Tlaxco kommun, Tlaxcala
Tlaxco är en kommun i Mexiko.   Den ligger i delstaten Tlaxcala, i den sydöstra delen av landet, 100 km öster om huvudstaden Mexico City. Antalet invånare är 39 939. Arean är 577 kvadratkilometer.
Terrängen i Tlaxco är kuperad.
Följande samhällen finns i Tlaxco:
- Tlaxco
- Unión Ejidal Tierra y Libertad
- Lagunilla
- San José Tepeyahualco
- La Ciénega
- San Pedro la Cueva
- Texocotla
- La Herradura
- Guadalupe Huexotitla
- Los Capulines
- Ejido San José Atotonilco